# Streymoyar sýsla

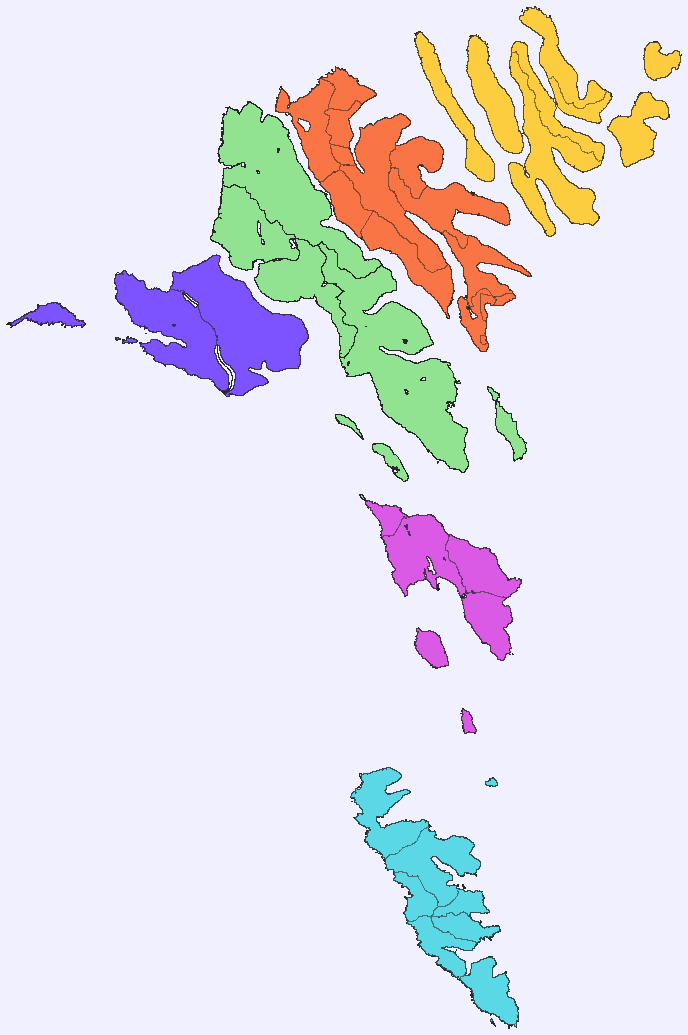
Översiktskarta, Streymoyar sýsla i grönt

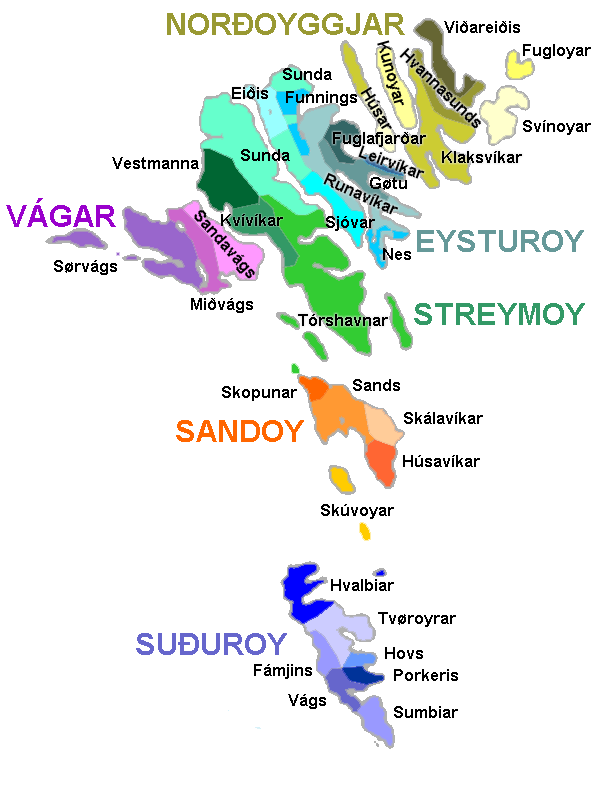
Kommunöversikt

Streymoyar sýsla (danska Strømø, Strömö syssel) är en av Färöarnas 6 sýslur (Färöarnas regioner).

## Geografi
Streymoyar sýsla ligger i landets nordvästra del och har en area av cirka 392 km².
Regionen omfattar hela ön Streymoy och småöarna Koltur, Hestur och Nólsoy. Ibland delas området i ytterligare 2 regioner Suðurstreymoy (Sydstreymoy) och Norðstreymoy (Nordstreymoy).
Befolkningen uppgår till cirka 22 500 invånare  och huvudorten är Färöarnas huvudstad Torshamn.
Streymoy är Färöarnas största och folktätaste ö.

## Indelning
Regionen är indelad i 4 kommuner (kommunur).
- Kvívíkar kommuna
- Sunda kommuna (ligger delvis även i Eysturoya sýsla)
- Tórshavnar kommuna
- Vestmanna kommuna

## Historia
Färöarnas regioner har använts som administrativ indelning sedan lång tid och bygger på de historiska områdena på Färöarna. Varje syssel styrdes traditionellt av en Sýslumaður (sysselmannen) och ett Várting (Vårting).
Under den danska reformationen år 1536 avskaffades den danska sysselindelningen helt medan de kvarstår på Färöarna.
Före 1957 utgjorde regionerna även landets valkretsar innan man ändrade valkretsarnas gränser för att öka balansen vid val .